# Башкорт (газета)
«Башкорт» (Башкир, ст. тат. بشقرد, тат. «Башкорт», повна назва — «Башкорт ітіфакі бюросинин мехбіре» — «Вісті башкирського обласного бюро») — щотижнева перша башкирська суспільно-політична газета, що виходила татарською, за іншими даними старотатарською мовою. що видавалася Башкирським урядом (шуро) в 1917—1918 роках за редакцією С. Міраса.

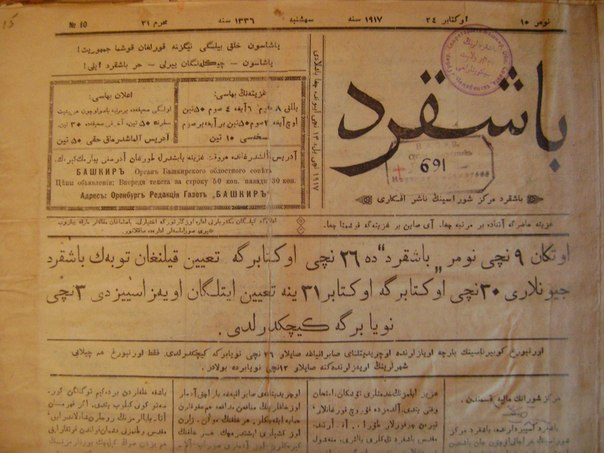
Титульний лист газети «Башкорт»

Перший номер газети Башкирського Уряду з'явився на світ під назвою «Башкорт ітіфакі бюросинін мехбіре» («Вісті башкирського обласного бюро») у червні 1917 року в Оренбурзі. У ньому було опубліковано статтю Ахмед-Закі Валіді «Башкортларна алдинда торган ешләре» («Завдання, що стоять перед башкирами»), яка стала програмною для Башкирського національного руху. У липні перейменована в Башкорт Друкований орган перетворився на потужний рупор боротьби за свободу, свою землю і Башкирську державу.
Газета «Башкорт» давала інформацію про підготовки до Всебашкирських курултаїв, конференцій та виборів до Установчих зборів, також публікувала антивоєнні статті. Вона зіграла важливу роль у згуртуванні башкирів, ставши пропагандою національних ідей. див Башкирський націоналізм
Газета «Башкорт» відкрито виступала проти більшовиків. Після переїзду в червні 1918 Башкирськаого уряду, газета починає видаватися в Челябінську. 20 серпня 1918 року було прийнято рішення об'єднати газети «Башкорт» та «Башкорт тауиші» та видати нову газету «Вісник уряду Башкирії». Башкири, що залишилися на боці Колчака в місті Омськ, засновують нову газету «Кахарман башкорт», головним редактором якої став М.-Г. Курбангалієв.

## Редактори газети
- Мрясов Сагіт Губайдулович(інші мови)
- Габітов Хабібулла Абделькадирович(інші мови)
- Бабич Шайхзада Мухаметзакірович
- Абдулкадір Інан